# Heath Ledger
Heath Andrew Ledger, född 4 april 1979 i Perth i Western Australia, död 22 januari 2008 på Manhattan i New York, var en australisk Oscarsbelönad skådespelare som i tonåren inledde sin TV- och filmkarriär och fick sitt stora genombrott i USA i mitten av 00-talet.
Heath Ledger Oscarnominerades och belönades flerfaldigt för rollen som den onyanserade cowboyen Ennis Del Mar som inleder en kärleksaffär med en annan man i filmen Brokeback Mountain. Under inspelningen 2004 träffade han sin blivande sambo Michelle Williams som året därpå födde parets dotter Matilda Rose.
Vid Oscarsgalan 2009 belönades Heath Ledger postumt med en Oscar i kategorin bästa manliga biroll för sin tolkning av den sociopatiska rollfiguren Jokern i filmen The Dark Knight. Jokern gav honom bland många andra priser också en Golden Globe för bästa biroll, manliga skådespelare i spelfilm. Heath Ledger medverkade i fantasyfilmen The Imaginarium of Doctor Parnassus (2009). Skådespelarna Johnny Depp, Jude Law och Colin Farrell gjorde färdig Ledgers roll eftersom han dog innan inspelningarna avslutades, och samtliga av skådespelarna donerade lönerna de fick för filmen till Heaths dotter Matilda Ledger.
Heath Ledger avled 2008. Han hittades död i sin lägenhet på Manhattan i New York. Orsaken fastställdes till en oavsiktlig kombination av sömntabletter, ångestdämpande och smärtstillande medicin.

## Biografi
Heath Ledger föddes 4 april 1979 som andra barn i familjen Kim och Sally Ledger (född Ramshaw). Han namngavs efter den litterära figuren Heathcliff i Emily Brontës roman Svindlande höjder (1847). Samma roman gav namn till hans fyra år äldre syster Catherine (Kate). Modern Sally var lärare i franska och härstammar från den skotska ätten Campbell. Fadern Kim var bergsingenjör och entreprenör. Namnet Ledger är välkänt i Perth sedan länge då familjen hade ett gjuteri som tillhandahöll stora delar av råmaterialet till en 557 kilometer lång vattenledning från Perth genom öknen till Kalgoorlie. En stiftelse uppkallad efter Heath Ledgers farfarsfar Frank Ledger donerade pengar till det regionala universitet.

### Uppväxt
Föräldrarna separerade när Heath Ledger var tio år. Från varderas nya äktenskap fick han halvsystrarna Olivia och Ashleigh. Ledger hade syskonens initialer tatuerade på handleden. Han bodde hos båda föräldrarna. Vid tiden för skilsmässan gick han i en privat pojkskola; Guildford Grammar School, ett internat som tränade kadetter. Istället för vapen valde Heath Ledger idrotter som kricket, australisk fotboll och landhockey. Han följde ofta sin pappa till motorsportbanor. Som tioåring vann han västra Australiens juniormästerskap i schack. Systern Kate som var skådespelerska inspirerade Heath Ledger att tidigt ta sina första rollsteg inom teater, film och tv. I skolan spelade han i flera pjäser. Drama var en av Ledgers tillvalskurser på Guildford Grammar, som han tog examen från när han var 16 år. Innan dess koreograferade han ett danslag från skolan och ledde truppens 60 medlemmar till seger i en nationell tävling. Det var första gången ett lag med enbart unga män tävlade. Ledger övervägde studier vid ett dramatiskt institut men "var rädd för att fyra år i teaterskola skulle spotta ut mig som en Toyotamodell med fasta regler, när jag tyckte att skådespelande handlar om att trotsa regler". Dessutom blev han lätt uttråkad. Efter Guildford Grammar begav han sig till Sydney för att bli skådespelare. Resan med bil från Perth tog tre dagar istället för de vanligare fem. Han hade med sig en barndomskamrat och respengar från föräldrarna som knappt var nog för kostnaderna. Karriären gick bra och 1997 när han var 18 år hade Heath Ledger redan medverkat i fyra tv-serier och två långfilmer.

### Relationer
I Sydney mötte Heath Ledger skådespelerskan Lisa Zane som han följde till Los Angeles men lämnade 1998 när han på grund av arbetsbrist återvände till Australien. Året därefter spelade han huvudroller i två stora filmer. I takt med att Heath Ledger blev känd uppmärksammades hans kärleksrelationer. Han träffade skådespelerskan Heather Graham när han filmade En riddares historia i Prag. De var tillsammans under åren 2000 och 2001. Påföljande år inledde han en relation med skådespelerskan Naomi Watts som han tidvis bodde hos till 2004. Paret träffades under inspelningen av filmen Ned Kelly. När Brokeback Mountain filmades sommaren 2004 mötte Heath Ledger skådespelerskan Michelle Williams. I filmen spelade hon hans maka men paret gifte sig aldrig. Deras dotter Matilda Rose föddes 28 oktober 2005 i New York. Gudfar är Jake Gyllenhaal som spelade Ledgers älskare i Brokeback Mountain (och senare skämtade: "Heath och jag hånglade men Heath och Michelle fick babyn"). Busy Philipps som spelade med Williams i Dawsons Creek är dotterns gudmor. Heath Ledger var trygg i sin familj och var hemma som pappaledig med dottern Matilda i ett och ett halvt år. Familjen bodde i Boerum Hill, Brooklyn fram till sommaren 2007 då de separerade. Ledger klandrade sig själv för att relationen med Williams havererade och mådde också dåligt av en omskakande och långvarig vårdnadstvist som följde uppbrottet och han förlorade. Under hösten och vintern uppgav massmedier att Ledger romantiserade med supermodellerna Helena Christensen och Gemma Ward samt den tidigare barnskådespelerskan Mary-Kate Olsen.

### Hälsa

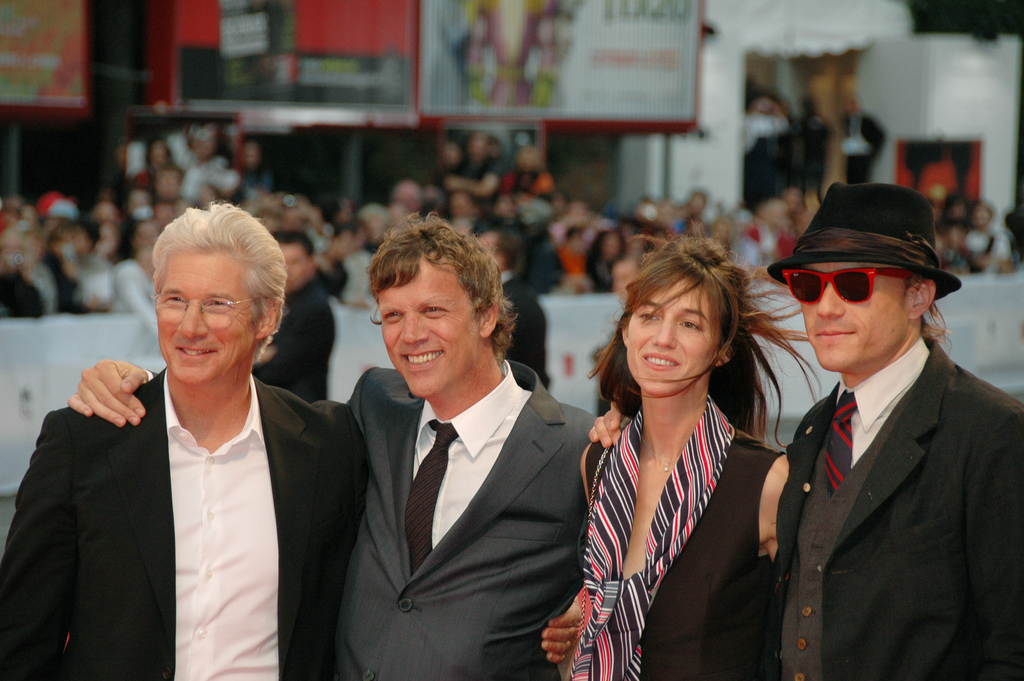
Richard Gere, Todd Haynes, Charlotte Gainsbourg och Heath Ledger vid den 64:e Filmfestivalen i Venedig 2007.

Utöver familjekrisen hösten 2007 pressades Ledger av The Dark Knights inspelningar. Hans rollfigur var både fysiskt och psykiskt utmattande. För att skapa rollfiguren isolerade han sig i ett hotellrum i London i en månad. Han kallade Jokern en "psykopatisk massmördande schizofren clown med noll empati". Vännen Terry Gilliam oroade sig för hur Ledger skulle påverkas av Jokerns "mörka och vrickade personlighet". När inspelningarna slutfördes i början av november var Ledger slutkörd: "Mot slutet av dagen kunde jag inte röra mig. Jag kunde inte prata. Jag var ett riktigt vrak." Ändå hade Ledger så roligt med sin rollfigur att medspelaren Michael Caine skrämdes av ironin, då det var Jokern som gjorde att han inte kunde sova. Vid den tiden sov Heath Ledger i genomsnitt två timmar om dygnet. Kroppen var utmattad men han kunde inte sluta tänka. Mera sömnmedel gav ingen sinnesfrid och han kunde inte vara stilla. Han tillfrågades ofta om han hade ADHD och tyckte det var stötande.
 Sedan flera år plågades Heath Ledger av kronisk sömnlöshet med onormal överskottsenergi och intensiv tankeverksamhet. I mitten av januari 2008 i London under intensiva och kalla utomhusinspelningar av Dr. Parnassus, fick Ledger allvarlig hosta och feber. Det var början på en lunginflammation. Till kollegan Christopher Plummer sa han "hela tiden, 'förbaskat, jag kan inte sova' ... och fortsatte ta alla dessa piller [för hjälp]." Han fortsatte att jobba; hur sjuklig han än var på morgonen "lyste han alltid med energi" före kvällen. Veckan efter i USA var Ledger enligt Plummer och Maggie Gilliam "uppsluppen och på fantastiskt humör", "i bra form, briljant och riktigt avslappnad."

### Dödsfallet
Heath Ledger avled 22 januari 2008 i en lägenhet i Lower Manhattan. Hans hushållerska anlände klockan 12:30 och hörde att han snarkade i sovrummet. En massös kom klockan 14:45 och fann honom medvetslös omkring klockan 15. Hon ringde larmcentralen 9-1-1 klockan 15:26. Räddningstjänsten kom sju minuter senare och använde en defibrillator för att starta hans hjärta. Heath Ledger dödförklarades klockan 15:36. Obduktionsresultatet visade att det var receptbelagda läkemedel som i en ofrivillig kombination men inte nödvändigtvis i överdos tog Heath Ledgers liv. Han hade tagit sex olika mediciner av typerna sömnmedel, ångestdämpande och smärtstillande. Blandningen kan göra att hjärnan och hjärnstammen "somnar"; som följd stannar då hjärtat och lungornas funktion upphör.

## Filmografi

### 1992–1999
Heath Ledger spelade Peter Pan när han var 10 år i samma teatergrupp som sin syster Kate på Globe Theater i hemstaden Perth. År 1992 hade han ett eget kontrakt med samma agent och spelade en liten roll i En riktig clown, en tv-film i två delar. Han medverkade i två avsnitt av tv-serien Ship to Shore, 1993 och 1994. I tv-serien Sweat (1996) som lades ner efter 26 avsnitt, spelade Ledger en homosexuell tävlingscyklist; en kontroversiell roll som han valde för att uppmärksammas som skådespelare. Påföljande år debuterade Heath Ledger som filmskådespelare i dramathrillern Blackrock och familjefilmen Paws. Han spelade även en bråkig surfare i åtta avsnitt av såpoperan Home and Away. I den USA-finansierade serien Roar (1997) spelade Ledger huvudrollen Conan, en keltisk prins som brottas med kvinnors åtrå, bland magiska fiender och hotet från romarriket. TV-nätverket FOX sände bara 13 avsnitt men för Ledger blev rollen ett plus i filmkarriären. Heath Ledger har huvudrollen i den australiska kriminalfilmen Two Hands (1999) som regisserades av Gregor Jordan. Samma år spelade han och Julia Stiles huvudrollerna i den romantiska komedin 10 orsaker att hata dig. Med filmens kommersiella framgångar och Ledgers ökande popularitet i USA följde flera erbjudanden om att spela i tonårskomedier. För att utvecklas som skådespelare valde han istället att söka andra, mer substantiella roller.

### 2000–2004
I Patrioten (2000) spelar Heath Ledger rollen Gabriel Martin som är äldste son till (australiensaren) Mel Gibsons rollfigur Benjamin Martin, en ruggad pacifist i det amerikanska revolutionskriget som tvingas välja sida när en av hans söner dödas och hans hus bränns ner av fienden. I medeltidskomedin En riddares historia (2001) axlar Ledgers rollfigur sin herremans identitet när denne dör. Han spelar också son till en hårdför fängelsevakt i Monster's Ball, regisserad av Marc Forster och tillsammans med skådespelarkollegorna Halle Berry och Billy Bob Thornton. Nästa år spelar Ledger med Kate Hudson, Djimon Hounsou och Wes Bentley i The Four Feathers där hans rollfigur, en officer i det brittiska kavalleriet försöker återupprätta sin heder efter att ha begärt avsked när hans kompani skickas till strider i Sudan 1875. The Sin Eater, även utgiven som The Order (2002) handlar om en katolsk präst (Heath Ledger) i Rom som blir en överlöpare när han utreder mordet på ledaren av det lika hemliga som viktiga religiösa sällskap som han tillhör. Ledger spelar en legendarisk bankrånare i Ned Kelly (2003); medverkar gör också Orlando Bloom och Naomi Watts.

### 2005–2008
Filmåret 2005 skådespelar Ledger i Lords of Dogtown och i Bröderna Grimm med Matt Damon, men även i rollen som Giacomo Casanova i regissören Lasse Hallströms komedi Casanova Filmerna belönades och blev populära men hamnade också i skuggan av framgångarna för Heath Ledgers stora genombrottsfilm samma år: Brokeback Mountain. I filmen spelar han Ennis Del Mar, en oartikulerad och hämmad rancharbetare från Wyoming som har en kärleksaffär med rodeoartisten Jack Twist som spelas av Jake Gyllenhaal. Filmen regisserades av Ang Lee och skildrar Enis och Jacks komplicerade relation mellan 1963 och 1983. Den baseras på Annie Proulxs novell Berättelser från vidderna. År 2006 i Candy spelar Heath Ledger och den australiska skådespelerskan Abbie Cornish unga och kära heroinister som försöker ta sig ur missbruket. Filmen baseras på romanen Candy: A Novel of Love and Addiction av Luke Davies. Som en av sex skådespelare i filmen I'm Not There (2007) som gestaltar olika delar av musikern Bob Dylans liv utmärkte sig Ledger för sin tolkning av "'Robbie [Clark]', en skådespelare som representerar Dylans romantiska sida." I'm Not There regisserades av Todd Haynes.
I filmen som blev Heath Ledgers näst sista spelade han seriefiguren Jokern i filmen The Dark Knight (2008) som regisserades av Christopher Nolan. De övriga ledande rollerna spelades av Christian Bale (Batman), Michael Caine och Maggie Gyllenhaal. Världspremiären ägde rum i Australien 16 augusti 2008, lite mer än ett halvår efter Ledgers död. Nolan gav Ledger "fria tyglar" att skapa rollen, vilket han tyckte var "roligt, eftersom det inte finns några gränser för vad Jokern kan säga eller göra. Inget skrämmer honom och allt är ett stort skämt." Fantasyfilmen The Imaginarium of Doctor Parnassus (2009), regisserad av Terry Gilliam blev Heath Ledgers sista film. Vid tiden för hans frånfälle var bara hälften av hans arbete slutfört. Ledgers rollfigur Tony fullbordades istället av kollegorna och vännerna Johnny Depp, Jude Law och Colin Farrell. "Som tur är, eftersom filmen handlar om magi, är det möjligt att förändra Heath till andra personer" sa medspelaren Christopher Plummer.

### Regissör
Heath Ledger ville bli filmregissör och sa på filmfestivalen i Venedig 2007 att han hoppades göra en dokumentärfilm om den brittiske sångaren och låtskrivaren Nick Drake som 1974 dog av en överdos antidepressiva läkemedel, blott 26 år. Han skapade en musikvideo till Nick Drakes sång Black Eyed Dog som handlar om depressioner. Tillsammans med manusförfattaren och producenten Allan Scott (i Skottland) anpassade Ledger till film romanen The Queen's Gambit  av Walter Tevis (1983). Det hade blivit hans debut som filmregissör. Han planerade också att spela i filmen, tillsammans med bland andra Ellen Page. Heath Ledger regisserade år 2006 två musikvideor för den australiske musikern och barndomsvännen N'fa Forster-Jones: titlespåret på dennes (solo) debutalbum Cause an Effect och singeln Seduction Is Evil (She's Hot). Samma år regisserade Ledger också en musikvideo för sångaren Ben Harpers låt Morning Yearning. Heath Ledger gjorde även en musikvideo för låten King Rat av Modest Mouse.

## Utmärkelser
Heath Ledger nominerades till utmärkelsen bästa skådespelare för rollen Jimmy i kriminaldramat Two Hands (1999) av både Australian Film Institute (AFI) och Film Critics Circle of Australia. Fyra år och sex filmer senare nominerades Ledger åter i samma kategori av samma organisationer, denna gång för huvudrollen Ned Kelly i den biografiska filmen med samma namn (2003).

För sin tolkning av Ennis Del Mar i kärleksdramat Brokeback Mountain (2005) nominerades Heath Ledger till en Oscar för bästa manliga skådespelare och i samma kategori, utmärkelser av British Academy Film Award (BAFTA), Golden Globe Award och Screen Actors Guild Award. Han nominerades till många fler utmärkelser och vann priser av Central Ohio Film Critics Association, Las Vegas Film Critics Society, New York Film Critics Circle, Phoenix Film Critics Society och San Francisco Film Critics Circle. Ledger spelade 2006 rollen Dan i dramat Candy och nominerades igen som bästa skådespelare av AFI och Film Critics Circle, samt av Inside Film Awards där han också året innan varit nominerad för rollen som Ennis Del Mar. Heath Ledger delade priset Independent Spirit Robert Altman Award 2007 med den övriga rollbesättningen i biografin I'm Not There.
Rollen som Jokern i The Dark Knight gav Heath Ledger en Oscar för bästa manliga biroll; han blev därmed oscarhistoriens andra postuma vinnare i skådespelarkategorierna, efter australiern Peter Finch som vann priset 1976 för filmen Network. Priset togs emot vid Oscarsgalan 2009 av Ledgers föräldrar och hans äldre syster Kate. Michelle Williams förvaltar statyetten åt Matilda Rose tills hon blir myndig 2023. För samma film och samma år fick Ledger också priset för bästa manliga biroll i spelfilm av BAFTA, Golden Globe Award samt Screen Actors Guild Award. AFI tilldelade Heath Ledger priset för bästa skådespelare, internationellt. Heath Ledger fick flera postuma utmärkelser och hedersbetygelser. Hans roller i Brokeback Mountain och The Dark Knight ledde tillsammans till fler än 50 nomineringar och utmärkelser. I augusti 2008 hedrades Heath Ledger vid Brisbane International Film Festival med ett Chauvel Award i ett erkännande av hans insatser för den australiska filmindustrin. Ledgers sista filmer Dr. Parnassus och The Dark Knight tillägnades honom.

## Kontroverser
Heath Ledger förnekade bestämt uppgifter i pressen år 2005 som gjorde gällande att han spottade på fotojournalister vid inspelningsplatsen för Candy i Newtown i Australien. Ett år senare i januari 2006 flyttade Ledger och hans familj till Australien. Vid premiären i Sydney för Brokeback Mountain sprutade flera journalister vatten på paret när de var på den röda mattan utanför biografen. Belägrade av paparazzi valde paret att efter endast tio dagar lämna sitt nyligen färdigställda hus och istället bosätta sig i New York. Los Angeles Times skrev vid samma tid att Heath Ledger uppenbarligen hånade homosexuella eftersom han fnittrade på scenen under Screen Actors Guild Awards prisutdelning för Brokeback Mountain. Ledger bad om ursäkt för sin nervositet och sa att han "vore förfärad om scensckräcken feltolkades som avsaknad av respekt för filmen, ämnet och de fantastiska filmarna". Också i januari 2006 citerade Melbournetidningen Herald Sun att Ledger hade sagt att den amerikanska delstaten West Virginia hade förbjuditBrokeback Mountain, vilket inte var sant; istället var det en biograf i Utah som bannlyst filmen. Det rapporterades också att Ledger felaktigt hade angivit att delstaten ända fram till år 1981 avrättade dömda brottslingar genom hängning. (Sista hängningen var 1931). 
Med hänvisningar till anonyma källor påstod kändispressen att Heath Ledger missbrukade narkotika, alkohol och läkemedel. Källan till flera av uppgifterna tycks ha varit en före detta assistent till Naomi Cambell som har sålt informationen till massmedier. I mars 2006 ska Michelle Williams ha kört Heath Ledger till en klinik för drogrehabilitering, där han vägrade att kliva ur bilen. Michelle Williams och Ledgers publicist Mara Buxbaum förnekade uppgifterna, liksom alla övriga påståenden om narkotikamissbruk samt att Ledger i september 2007 ska ha tillbringat "flera dagar" i drogrehabilitering för missbruk av kokain och alkohol och att Williams ska ha krävt drogtester av Ledger innan han besökte sin dotter. En videofilm som påstods visa att Ledger brukade kokain på en fest köptes av en australisk tv-kanal för 200 000 amerikanska dollar men visade bara att Ledger drack öl och sa att han skulle få problem med Williams för att han festade sent men också att han tidigare rökt marijuana fem gånger om dagen.

### Källnoter
1. 1 2 3 4 5 6 7 8 9 10 11  Willis  2008.
2. 1 2 3  The Daily Telegraph  2008.
3. 1 2 3 4 5 6 7 8 9 10 11 12  The Sydney Morning Herald  2006.
4. 1 2 3 4  Sessums  2000.
5. 1 2  Yahoo! Movies  2010.
6. 1 2 3 4 5 6 7  IMDb  2010.
7. ↑  Susman  2003.
8. ↑  McShane  2008.
9. ↑  NYT  2008.
10. ↑  Balogh  2008.
11. ↑  Biskind  2009.
12. ↑  The Daily Telegraph  2008b.
13. ↑  Byrnes  2008.
14. ↑  The Daily Telegraph  2008c.
15. 1 2 3  Hammer  2008.
16. 1 2 3 4 5 6 7  Biskind  2009b.
17. 1 2 3  Lyall  2007.
18. 1 2 3  UPI  2008.
19. 1 2  Stoynoff  2008.
20. 1 2 3  CNN  2008.
21. ↑  Pettifor  2008.
22. 1 2  Chan  2008.
23. ↑  Roar  1997.
24. ↑  Chaney  2005.
25. ↑  Stevens  2007.
26. 1 2  Richards  2007.
27. ↑  Halbfinger  2008.
28. ↑  Kilpatrick  2008.
29. 1 2  Adler  2008.
30. ↑  Fraenkel & Perez  2008.
31. 1 2  A Place To Be.
32. ↑  Sharp & Scott  2008.
33. ↑  Drever  2008.
34. ↑  Starpulse  2007.
35. ↑  BBC  2009.
36. 1 2 3  Allmovie  2010.
37. 1 2 3  NYT  2010.
38. 1 2 3  IMDb  2010b.
39. ↑  MSNBC  2009.
40. ↑  Yahoo! Movies  2009.
41. ↑  Bonney  2008.
42. 1 2  The Age Company  2006.
43. ↑  Walls  2006.
44. 1 2 3  Norris  2008.
45. 1 2  Mangan  2008.
46. 1 2  FaFaRazzi  2008.
47. 1 2  The Daily Telegraph  2008d.
48. ↑  Dunn & Balogh  2008.

### Förklarande noter
1. ↑   Familjeföretaget hette Ledger Engineering Foundry. År 1903 började vatten pumpas till guldfälten i området och ledningen försörjer fler än 100 000 personer och sex miljoner får med vatten. Stiftelsen heter The Sir Frank Ledger Charitable.[1]
2. ↑   "Det startade mitt zigenarliv, att leva i en väska är utmärkt träning. Du mognar emotionellt snabbare än andra ungar, du blir mer flexibel och oberoende. Jag ägnade mycket tid åt att studera mina föräldrar - det är en genväg till att förstå dig själv. Jag förstod tidigt att alla människor har svagheter och att det är okej att ha svagheter, det är till och med mer intressant." (HL)[3]
3. ↑   "Han hämtade och hällde upp mer kaffe. Han gick ut på gården och rökte. Han skakade huvan från sitt hår, satte ett gummiband runt det, tog av gummibandet, satte på sig en hatt, tog av sig hatten, drog upp huvan igen. Han gick ut och rökte en till cigarett."(Sarah Lyall, NYT)[17] "Ledger liknar ofta en uppspelt ... unghäst: instinkterna är trimmade högt, långa lemmar är sällan stilla. Han verkar vara ett hyperaktivt energiknippe, som 'inte kan sluta spy ut idéer' för kreative projekt som han skriver, planerar att regissera och filma. Jag dristar mig att säga att han kanske hade fått etiketten ADHD och medicinerats, och han nickar och håller med, och tillägger att han tycker den idén är stötande."[3]
4. ↑   "Så länge som jag har känt honom hade han perioder med insomnia ... Han hade för mycket energi. Hans tankar snurrade, snurrade, snurrade - snurrade alltid."(Michelle Williams) [18] Distraherad under många vakna nätter möblerade han ofta om, var han än bodde för stunden.[16]

### Engelska originalcitat
1. ↑   "The Ledger name was well-known in Perth, the family having run a foundry that provided much of the raw material for the famous Perth to Kalgoorlie Pipeline, which ran 557 kilometres east out into the desert and, beginning to pump back in 1903, first supplied the Western Australian goldfields and now served over 100,000 people and 6 million sheep in 44,000 square miles."[1]
2. ↑   "That set me off on a gypsy life, excellent training to live out of a bag. You grow up emotionally quicker than other kids, you get more flexible and independent. I spent a lot of time studying my parents - it's a shortcut to understanding yourself. I gained an early understanding that all human beings are flawed, and it's okay to be flawed, that it's even more interesting."  [3] -HL
3. ↑   "It was kind of like a military school. If you did cadets, you had to wear a uniform... it was strange that they were teaching kids to shoot automatic weapons at 16. If you didn’t do that, they made you play sports... I played them all just to get out of cadets. I mean, who wants to shoot an automatic rifle? What the fuck was I going to use that for?” - Heath Ledger (HL)[4]
4. ↑   "We were the first all-guys school to ever do it. Our topic was fashion,”... I choreographed the whole thing. Sixty male students—all farmers at a military school—who had never danced before. We were doing it just to get out of school and go to the competition so we could meet all those girls." - HL[4]
5. ↑   After school, drama institute was discussed, "but I feared four years in acting academy would spit me out like a Toyota model with a set of rules, when I felt acting was about defying rules", he says. Besides, he bores easily.[3]
6. ↑   "When he was 16, he and his closest friend, Trevor DiCarlo... jumped into a car and headed for Sydney from their hometown of Perth. Usually a five-day drive over 2,500 miles of barren landscape, it took them three. “I had 69 cents in my bank account. And just enough cash from my folks to get across the country,”..." - HL[4]
7. ↑  [Heath and Michelle] met and fell in love on the lonely set, and as co-star Jake Gyllenhaal quips: "Heath and I made out, but Heath and Michelle had the baby." [3]
8. ↑  [Ledger] found the role draining both physically and mentally, describing the character as a "psychopathic, mass-murdering, schizophrenic clown with zero empathy".[2]
9. ↑   "It was an exhausting process. At the end of the day, I couldn`t move. I couldn`t talk. I was absolutely wrecked." -HL[15]
10. ↑  “Last week I probably slept an average of two hours a night,” he said. “I couldn’t stop thinking. My body was exhausted, and my mind was still going.” One night he took an Ambien, which failed to work. He took a second one and fell into a stupor, only to wake up an hour later, his mind still racing.Even as he spoke, Mr. Ledger was hard-pressed to keep still. He got up and poured more coffee. He stepped outside into the courtyard and smoked a cigarette. He shook his hair out from under its hood, put a rubber band around it, took out the rubber band, put on a hat, took off the hat, put the hood back up. He went outside and had another cigarette. (Sarah Lyall, NYT)[17] Often Ledger resembles a skittish thoroughbred colt: instincts highly tuned, lanky limbs rarely still. He seems a hyperactive bundle of energy, who "can't stop myself spewing out ideas" for creative projects he's writing, planning to direct and film. I venture that he might have been labelled ADHD and given medication, and he nods in agreement, adding he finds the idea shocking.[3]
11. ↑  "For as long as I'd known him, he had bouts with insomnia," she said. "He had too much energy. His mind was turning, turning turning -- always turning." (Michelle Williams) [18]
12. ↑   “One day, he showed up with a terrible cough, shivering. He was clearly bloody sick. And completely soaked in sweat. We called a doctor, who said, ‘This is the beginning of pneumonia. You need antibiotics. Go home and rest.’ He said, ‘No way. I’m not going to go home, because I can’t sleep, and I’ll be just thinking about the situation. I’d rather stay here and work.’ But he would arrive in the morning completely knackered. He looked awful, because of lack of sleep and just the shit he was going through with the lawyers. By the end of the day he was beaming, glowing with energy. It was like everything was put into the work, because that was the joy; that’s what he loved to do. The words were just pouring out. It was like he was channeling." (Terry Gilliam) [16]
13. ↑  “Mr. Heath Ledger died as the result of acute intoxication by the combined effects of oxycodone, hydrocodone, diazepam, temazepam, alprazolam, and doxylamine,” ... a spokeswoman for the chief medical examiner said... “We have concluded that the manner of death is accident, resulting from the abuse of prescription medications.”[22] “It’s the combination of the drugs that caused the problem,” said the spokeswoman, “not necessarily too much of any particular drug.”[16]
14. ↑   "The combination of drugs could cause the brain and brain stem to "fall asleep," halting heart and lung function."[20]
15. ↑   Olly Richards: [Nolan] had given him "free rein" to create the role, which he found "fun, because there are no real boundaries to what the Joker would say or do. Nothing intimidates him, and everything is a big joke." -HL [26]
16. ↑  "Fortunately, because the film deals with magic, there is a way of turning Heath into other people," Plummer told People.[29]
17. ↑   A Place To Be: a collection, a celebration, in film, photography, painting, drawing and prose, of the impact the music of Nick Drake has had on other artists ("Introductory film" includes excerpts of the music video, Black Eyed Dog, by Heath Ledger, among others.)  [31]
18. ↑   "I am so sorry and I apologise for my nervousness," ... "I would be absolutely horrified if my stage fright was misinterpreted as a lack of respect for the film, the topic and for the amazing filmmakers." -HL [42]